# Babka

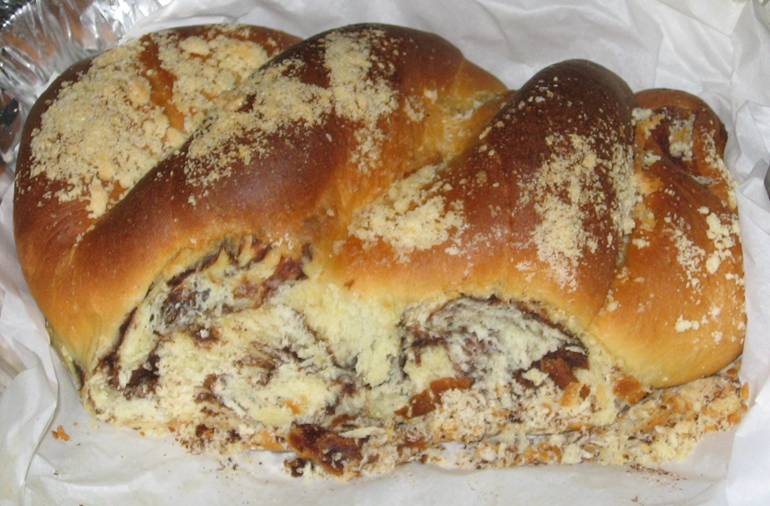
Babka de chocolate.

O babka é um pão trançado ou bolo doce que se originou nas comunidades judaicas da Polônia e da Ucrânia.     É popular em Israel (muitas vezes referido simplesmente como um bolo de fermento: עוגת שמרים) e na diáspora judaica. É preparado com uma massa levedada que é enrolada e espalhada com um recheio como chocolate, canela, frutas ou queijo, depois enrolada e trançada antes de assar.

## História
O Babka foi desenvolvido nas comunidades judaicas da Europa Oriental no início do século 19. Massa de chalá extra foi enrolada com geléia de frutas ou canela e assada como um pão ao lado da chalá. O chocolate não foi originalmente usado, pois não estava disponível em geral; o babka de chocolate foi provavelmente um desenvolvimento americano de meados do século 20.  Seu nome (embora não necessariamente o prato em si) pode estar relacionado a um tipo de bolo de Páscoa popular na Polônia e na Ucrânia conhecido como baba ou o diminuto babka, que significa "avó", relacionado ao bubbe iídiche. 
Embora o babka polonês e ucraniano sejam mutuamente epônimos com seus colegas judeus, a aparência e a preparação de cada babka são drasticamente diferentes. O babka do Leste Europeu recebe o nome de seus lados altos, robustos e canelados formados em uma panela tradicional e que lembram a saia de uma avó. Em comparação, a variante introduzida na cultura ocidental pelos emigrados para Nova York consiste em fios de massa fermentada rica entrelaçada e assada em uma forma de pão.  

## Preparação
Consiste em uma massa enriquecida ou laminada, semelhante à usada para chalá e croissants, respectivamente, que foi desenrolada e espalhada com uma variedade de recheios doces, como chocolate, açúcar com canela, maçã, queijo doce, Nutella, mohn ou passas, que é então trançada como trança aberta ou fechada, coberta com calda de açúcar para conservar a frescura e tornar o pão mais úmido.  Às vezes é coberto com uma cobertura de streusel.

## Variações

### Estilo israelense
O babka estilo israelense (עוגת שמרים) é feito com uma massa laminada, enriquecida com manteiga, que é então dobrada e enrolada várias vezes para criar muitas camadas distintas, semelhantes às usadas para rugelach estilo israelense, e também massa de croissant. O babka estilo israelense está disponível com uma ampla variedade de recheios e formas. É mais frequentemente moldado em uma forma de pão, mas às vezes também é feito em babkas individuais, um babka em forma de torta, formado em forma de anel, ou trançado e assado ou formado em torções individuais semelhantes a um canudo de queijo. 